# سلطنة آل يماني
سلطنة آل يماني أو سلطنة تريم إحدى السلطنات السابقة التي قامت في حضرموت. تأسست سنة 621 هـ/ 1224 م على يد السلطان مسعود بن يماني بن لبيد التميمي، وعاصمتها مدينة تريم. وكانت نهايتها سنة 926 هـ/ 1519 م بعد سقوطها على يد السلطان الكثيري بدر بو طوريق. واليوم هي جزء من محافظة حضرموت بالجمهورية اليمنية.

## التاريخ
في ظروف تاريخية مختلفة مصادرها المعلوماتية، مختفية وغامضة جداً ومتناقضة أحياناً، الغالب عليها استنتاجات لبعض الكتَّاب والمستشرقين غير المعاصرين للحدث، وتبين أنها كتبت في عصور متأخرة، وهي معظم مصادر تاريخ حضرموت في الإسلام، وقد فسّر ذلك بضياع مصادر التاريخ الحضرمي في هذه الفترة كما هو معروف بين الباحثين، باستثناء ما كتب خارج حضرموت عند الإخباريين الإسلاميين، وما على الباحث المدقّق إلاّ أن يرى أن الأصل في هذه الجماعات القبلية التي استوطنت حضرموت، واعتلى بعضها عرش حكم حضرموت لفترات زمنية طويلة (كآل يماني وآل كثير)، قيل أنهم انتقلوا من جبال السُراة أومن شمال اليمن أو من ظفار أو من نجد أو من العراق، ربما أنهم من قحطان أو عدنانيين من قضاعة، تجمعهم رابطة النسب فيما بينهم، وبرزوا في أصعب ظروف عاشها إقليم حضرموت، وحكوماتها الوطنية المتحاربة المتقاتلة فيما بينها في تريم وشبام والهجرين، لأسباب كثيرة لست بصدد الحديث عنها، وقد أضعفتها التمردات الداخلية على دول الخلافة الإسلامية من قبل، وكثرة الحملات التأديبية من قبل الأمويين والعباسيين، ومن ثم الأيوبيين والصليحيين وغيرهم من الولاة في العصر الوسيط. قال الشاطري في «أدوار التاريخ الحضرمي»: فجاء الأيوبيين والغُز (الأكراد) في سنة 575 هـ فعاثوا في البلاد وفعلوا الأفاعيل وماجت حضرموت بالقبائل الناقلة إليها كما يموج البحر... وتعد هذه الحملة من أشهر الحملات العنيفة على حضرموت ودخلوا تريم يوم الجمعة لأربع خلون من ذي الحجة تحت قيادة أميرهم عثمان بن علي الزنجالي أو الزنجبيلي كما يقول البعض، أو الزنجاري كما يقول البعض الآخر، ودخلوا تريم بعد قتال شديد مع سلاطينها آل راشد. وفي سنة 590 هـ جرّدوا حملة أخرى ودخل طغتكين بن أيوب إلى تريم وأخذ شبام، وعاد إلى اليمن ومات به، وطالت مدة الغُز بحضرموت وتخلّف من تخلّف من هؤلاء العسكر في حضرموت، والغز (قيل أنهم من الأكراد أو الترك) جنود الدولة الأيوبية، فزادت قائمة المنتقلين إلى حضرموت في تلك الفترة، لكنهم مع هذا ظلَّوا يمثلون جماعات قبلية خاملة، وأقليات سكّانية في وادي حضرموت. ومن الويلات التي تتولّد عادةً من الفتن والحروب التي أصابت البلاد والسكّان الأصليين في مقتل، وأصبحت المدائن والقرى كما ذكر أهل التاريخ تتنقل من بني يماني إلى راشد إلى بني حارثة إلى بني سعد إلى بني حرام إلى بني ظنَّة إلى غيرهم من تلك الأقوام المتناحرة، والمثل الحضرمي يقول: «من طالت يده فالهوجلة هوجلته». فظهر نجم آل يماني وهم من القبائل الناقلة من بني ظنَّة من بني حرام من بني نهد من بني قضاعة، قال ابن هاشم في «تاريخ الدولة الكثيرية»: «بحضرموت قبيلتان عظيمتان أحدهما كنانية، والأخرى قحطانية، وكلاهما ينتسبان إلى ظنَّة وإلى حرام، وكلاهما له دولة وصولة، فآل كثير السلطنة الكثيرية ينتسبون إلى ظنَّة الرأس بن عبدا لله بن حرام القحطاني، وآل يماني سلاطين تريم ينتسبون إلى ظنَّة بن حرام بن ملكان الكناني، قال الشيخ محمد بن عبد الله بن سليمان الخطيب في كتابه المخطوط (برد النعيم) الذي فرغ منه سنة 1025هـ نقلاً عن تاريخ الأهدل:» والأمراء بمدينة حلَّي بني يعقوب يشتهرون ببني حرام بن ملكان من كنانة، وانتقل جماعة منهم إلى حضرموت«. وجدَّهم ظنَّة بن حرام». وفي كلام ابن هاشم هذا كثير من الخلط والوهم، الناتج عن تشابه الأسماء وعدم كفاية التدقيق والتمحيص، وقد أنكر هذا النسب العلامة المفتي علوي بن طاهر الحداد في كتابه «الشامل» وأثبت غيره وهو الصحيح، وقد أثبتنا كثيراً من الأنساب الصحيحة لأهل حضرموت. وبعد صراع مرير مع الغُز القادمين من مصر عبر اليمن ومع آل يماني الظنَّيين، لفظت دولة آل راشد أنفاسها الأخيرة في تريم وانتهت بذلك دولتهم في حضرموت في تلك الفترة التي امتدت من تريم شرقاً إلى العقّاد غرباً، وقد أطلق الوادي كله بإسمهم فقيل وادي بن راشد ويعنون به وادي حضرموت، وأطلق خلع راشد على المنطقة الممتدة من الغرفة إلى الحوطة غرباً التي تُعرف الآن بـ«حوطة أحمد بن زين» في النصف الثاني من القرن الثالث عشر الهجري من قبل أحفاده – أحمد بن زين الحبشي أحد أبرز تلاميذ الصوفي عبد الله بن علوي الحداد ومن أعلام الصوفية في القرن الثاني عشر الهجري-، وبنيت على قبره قبة كبيرة، ثم أسسّت له زيارتين في العام خلال عيد الفطر والأضحى، وقيل لهما «عواد القبة»، بعد ضعف آل بني سعد حكّام خلع راشد وشبام وحروبهم فيما بينهم والغزوات الخارجية لبلادهم، بدأ بعد ذلك العد التنازلي لبعض قبائل حضرموت الأصلية التي قيل أنها تتصل بالنسب إلى آل راشد في حضرموت، وغيرهم من حكّام حضرموت الذين كان ملكهم في شبام والقرى والوديان المجاورة إلى جعيمة شمالاً ووادي بن علي جنوباً والغرفة ومريمة، والعناصر الكندَّية الأخرى في مناطق أخرى من بلاد حضرموت، باستثناء الشحر والديس الشرقية، وأخبارهم تجدها في كتب تاريخ حضرموت، بعد أن تغلَّب على نفوذهم الكبير الأيوبيون والغُز والرسوليين ومن ثم آل يماني وآل كثير الذين ظهروا في حضرموت بعد القرن السابع الهجري، وقد أجلاهم آل كثير السلطنة الكثيرية عن شبام وعما بقي بأيديهم من قرى، وأصبحت تُعرف بـــ (سَوَاد بني ظنَّة)، والمقصود بسَوَاد بني ظنَّة المنطقة التي يسكنها آل كثير اليوم ما بين تريس وشبام، وقد انتزعها آل كثير من آل جميل سنة 824 هـ/ 1421 م.

## دولة آل يماني
أنشأ هذه الدولة السلطان مسعود بن يماني بن لبيد الظنَّي سنة 621 هـ/ 1224 م على أثر اندحار الأيوبيين من حضرموت. واستولى على معظم مدن وقرى حضرموت الداخل بعد أن طرد منها حكّامها الصغار. وقد حاول مسعود الاستيلاء على الشحر، لكن حكامها آل إقبال استعصوا عليه فصالحهم على الصداقة المتبادلة وعاد أدراجه إلى الداخل. وبما أن (بني ظنَّة) و (نهد الكسر) يرجعون بنسبهم إلى رابطة واحدة هي قبيلة (بني نهد) من قبائل قضاعة، فإن خيثمة (نهد الكسر) ساعدوا آل يماني في توطيد دعائم دولتهم أو أنهم على الأقل لم يعرقلوا نموها وتوسعها. وبالنظر إلى الصعوبات التي صادفها مسعود بن يماني في إرساء قواعد دولته، فقد استعان بالمنصور الرسولي، فقد قدّم الرسولي المدد العسكري لابن يماني. ودولة بني رسول التي تُسمّى بالدولة الرسولية وينتهي نسبهم إلى محمد بن هارون أحد وزراء الأيوبيين بمصر (وهو من الأكراد). وكان ملكهم في تعز من اليمن وأشيع في زمانهم التصوّف والقبورية. واحتلوا حضرموت فيما بعد، وقضوا على حكم السلطان سالم بن إدريس الحبوظي الحضرمي، وتُوفّى مؤسّس هذه الدولة مسعود بن يماني بن لبيد الظني سنة 648هـ، ودفن بمقبرة الفريط في تريم، وأقيمت على قبره أول قبة شيّدت في تريم بحضرموت بجانب ضريح الشيخ علي الخطيب مولى الوعل، بناها ابنه السلطان عمر بن مسعود ومات عمر سنة 675هـ وفي بداية هذه الدولة [ آل يماني ] بدأ شأن آل كثير السلطنة الكثيرية يظهر كقبيلة قوية في حضرموت ويرجع أصلها أيضًا إلى (بني ظنَّة بن حرام). وكان آل كثير قد عمَّروا مدينة عينات سنة 629 هـ (1231 م) في وادي بُوحة، وهي عينات القديمة لا الجديدة التي اختطها الشيخ أبو بكر بن سالم العلوي. وكآل يماني وآل كثير ومن ألحق بهم من القبائل المتحالفة معهم التي أطلق عليها «الشنافر» هي الأخرى منتقلة إلى حضرموت، وبالمناسبة فإن آل كثير قيل أنهم ليسوا من الشنافر، وقيل أيضاً أن جماعة منهم في ظفار عرفوا بالشنافر، وأما محلف الشنافر بحضرموت فهم تابعون لسلاطين آل عبد الله، وهم آل عمر وآل عامر والفخائذ آل كثير والعوامر وآل جابر وآل باجري، وقيل أن الشنفري هذا هو جد العوامر في الأصل وهم متحالفون مع القبائل التي تناصر حكم آل كثير من الشنافر.
قال ابن هاشم في «تاريخ الدولة الكثيرية»: «وربما يلاحظ القارئ فيما نقلناه من النتف التاريخية أن العلويين غير مذكورين بشيء ما، لا بتحيز ولا بإصلاح تجاه تلك الفتن الهائلة والتناحر الشديد بين طلاب السلطة في القرنين السادس والسابع ويؤخذ من التاريخ أن الجدير بمركز العلويين في ذلك العصر الرهيب هو الابتعاد مطلقاً عن مادة (ساس يسوس) والإمعان في الهرب من المشاغبات والمماحكات التي ولع بها رجال ذلك الجيل. ولذلك ترى العلويين إذا ذاك قد كسروا سيوفهم وقطعوا أوتار قسيهم، إعلاناً لتطليقهم السلاح الذي هو الأداة الوحيدة للتناطح في سبيل الاستيلاء والتفوق، وهو الزميل الناصح لمن تطمح نفسه به إلى السلطة والتغلب، وما يدريك فلعلَّ رجالاً من أهل تلك العصور ساورهم شيء من الظن بالفقيه وقومه حذراً من تطلعهم للملك وتشوفهم إلى الاستيلاء وطمعهم فيما يتزاحم الناس عليه من دواعي السطوة وأرائك الغلبة، لا سيما وهم المنتمون إلى الأصول الهاشمية والدوحة الطالبية الذين طالما غازلوا الإمامة وغازلتهم، وصبوا إليها وصبت إليهم في كل مكان وزمان وبكل بنان وسنان، ولكن الفقيه المقدّم رضي الله عنه برهن بكسره سيفه لأولئك الظانين على أنه بواد غير وادي سفاسفهم وحطامهم، وأنه في شغل شاغل عما أخذ بمجامع قلوبهم ومسالك وجهاتهم... وشتَّان بين مشرّق ومغرّب...».

### آل كثير
كان آل كثير، بعد أن أقاموا مستقرًا لهم في عِينَات، قد شرعوا يتناجون فيما بينهم للقضاء على جميع السلطات الفوضوية في البلاد الحضرمية وتشييد (دولة كثيرية) على أنقاضها، وطفقوا يجمعون حولهم الأنصار ويستعينون بشتى الوسائل للوصول إلى هدفهم. ولما قدم الحبوظي إلى حضرموت انتهزوا هذه الفرصة فأظهروا له الولاء والطّاعة وقاموا بالدعاية له وترويج سياسته، وتولّوا أعماله العسكرية، فلما عاد إلى ظفار مقر مملكته أناب عنه في الديار الحضرمية آل كثير يحكمون باسمه، سنة 675 هـ (1276م). وبعد قتل الحبوظي في ظفار تشبث آل كثير بما في أيديهم من البلدان التي كانوا يحكمونها باسم الحبوظي، وضاعفوا من جهودهم في القرب إلى رجال الدين من علويين ومشائخ، فقام هؤلاء بنصرة آل كثير والدعاية لهم بين الجماهير. واستولى آل كثير على معظم المدن والقرى الحضرمية في بداية القرن الثامن الهجري. واستطاعوا مع الزمن، أن يُقَلصوا دولة آل يماني حتى حصروها في مدينة تريم، وكان حاكمها محمد بن أحمد بن سلطان آخر سلاطين آل يماني. وفي سنة 926 هـ (1519 م) استولى السلطان بدر بن عبد الله (بو طويرق) على تريم فخلصت حضرموت - ساحلها وداخلها - لآل كثير، وتقوّضت دعائم دولة آل يماني بمساعدة الأتراك العثمانيون الذين أدخلوا السلاح الناري «أبو فتيلة» لأول مرة في حربهم لتوطيد دعائم السلطة الكثيرية، واستعانوا أيضاً بالعناصر اليافعية التي أطاحت بسلطتهم فيما بعد، وكذلك آل يماني وفصائلهم الأخرى كآل تميم والمناهيل أصبحوا- في تاريخ متأخر- من أقوى العوامل في تدمير الدولة الكثيرية السلطنة الكثيرية عند بزوغ فجر الدولة القطيعية.

## دولة آل يماني
عندما سيطرت قبيلة نهد ومن والاها من القبائل على حضرموت على إثر إسقاطهم لدولة ابن مهدي في عام 621هـ الموافق 1224م، دبّت في حضرموت الفوضى والاضطراب، لآن قبيلة نهد وحلفاءها جماعة بدوية لا تعرف من أمور السياسة ولا الإدارة ولا الانضباط شيئاً، فحصل بين هؤلاء البدو والحضر الذين استولوا عليهم في مدن حضرموت العديد من المتناقضات، فنشأ من ذلك التناقض والاضطراب أن أختلط الحابل بالنابل، وفي هذه الظروف فكّر العديد من رجال الإصلاح والرأي السديد في انتشال بلدهم من هذه الفوضى، ومن هؤلاء: مسعود بن يماني بن لبيد بن يماني، وكان رجلاً عادلاً صالحاً يتمتّع بسمعة حسنة في قبيلته، وهي قبيلة بني ظنّة بن حرام التي تمت بصلة النسب مع قبائل نهد ولكونها وافدة إلى حضرموت مثلها، فلما أعلن مسعود بن يماني دعوته وعاضدته قبائل بني ظنّة بن حرام، تخلّت نهد لهم عن حكم مدينة تريم، فتولّى مسعود بن يماني السلطة في هذه المدينة سنة 621ه الموافق 1224م، وبعد أن تمّ له الأمر في تريم سيطر على مدينة شبام بعد أن قتل المتولّي عليها جميل بن فاضل في شقه بالقرب من مدينة شبام، ثم زحف بقومه غرب جنوب مدينتي الهجرين وهينن في سنة 625هـ الموافق 1227م فسلّمت له الهجرين، أما هينن فامتنعت فحاصرها ورماها بالمنجنيق إلى أن أخضعها لسلطته، ولم يتم الأمر لقبائل بني ظنّة بن حرام، إذ تألّبت عليهم قبائل خيثمة، فثارت واستولت على جميع حاصلات التمر والحبوب نهباً، فأصيبت حضرموت في هذه الفترة بقحط شديد، وبالرغم من هذا القحط فأن السلطان مسعود بن يماني لم يستكن لهذه الضربات، بل أعدّ نفسه لغزو الساحل، فغزا الشحر سنة 626هـ الموافق 1228م، ووضع الشحر ضمن نفوذ سلطته، وفي عصر السلطان مسعود بن يماني تمّ توحيد حضرموت تحت رايته، وأمتدّ نظره صوب اليمن، ففي سنة 630هـ الموافق 1230م، قام السلطان مسعود بن يماني بغزو منطقتي الجوف ومأرب من بلاد اليمن، ولكن هذا الغزو لم ينجح تماماً، وبدأت رقعة دولة آل يماني تتقلّص، وخذلته القبائل الأخرى، فشنّت قبيلة آل إقبال هجوماً على دولته، فأحتلت جميع مناطق حضرموت ما عدا بلدتي مشطة وعينات، فحاصروهما إلى أن أستولوا عليهما سنة 634هـ الموافق 1236م، وانقضّت عليه أيضاً قبيلة آل راشد القحطانية، ووالتهم قبيلة أل إقبال ومقر سلطتهم بتريم، فانتفضت قبائل نهد وبني ظنّة، وتجمّعت بزعامة عامر بن شماخ، وسيطرت مرةً أخرى على حضرموت سنة 636هـ الموافق 1238م، وأعادت السلطان مسعود بن يماني إلى مقر سلطنته بتريم، فسافر فهد بن عبد الله بن راشد إلى اليمن مستنصراً ببني رسول ، فأرسلوا جيشاً معه من الغزاة بقيادة الأمير علاء الدين سنة 636هـ الموافق 1238م، فقاتلتهم قبائل بني ظنّة بن حرام شر قتال، غير أن الغلبة كانت لجيش الأمير علاء الدين، فدخل بقية بلاد حضرموت من غير قتال، فأثقل الأمير علاء الدين كاهل الرعيّة بالضرائب، وعيّن في كل مدينة نائباً عنه من بني رسول، ونتيجةً لتلك المظالم ثار الزعيم بن شماخ ومعه قبائل نهد وبني ظنّة بن حرام على حكم الأمير علاء الدين الرسولي في حضرموت، وهاجموه واستولوا على مناطق من حضرموت ومنها الكسر، فأرسل بنو رسول في بلاد اليمن جيشاً أخر بقيادة ابن زكري، فقاتلتهم قبائل نهد وبني ظنّة بن حرام في منطقة لأحروم، فانهزم جيش الغزاة الرسوليين وقتل الأمير ابن زكري، وعادت قبائل نهد وبني ظنّة بن حرام إلى السيطرة على حضرموت، وانتزعت سائر المدن من يد نواب بني رسول، وفي هذه الفترة اعتزل السلطان مسعود بن يماني عرش السلطنة وانقطع إلى العبادة، إلى أن وافاه الأجل المحتوم سنة 648هـ الموافق 1250م، فعندما اعتزل السلطان مسعود السلطة، تولّى ابنه عمر بن مسعود بن يماني عرش السلطنة، وعند تولّيه مقاليد الحكم، وقع صراع داخلي في عصبة بني ظنّة بن حرام، فأضعف حكم عمر بن مسعود، فأصيبت حضرموت في عهده بقحط شديد، فأتجه أهل حضرموت إلى سالم بن إدريس الحبوظي صاحب ظفار ، وباعوه حصون حضرموت مقابل إمدادهم بالعون الغذائي، فسيطر سالم الحبوظي بذلك على حضرموت سنة 673هـ الموافق 1274م، واستمر حكمه نحو خمس سنوات، وفي أثناء حكمه تعطّلت صلاة الجمعة في تريم لمدة تسعة أشهر إلى أن غزاها الملك المظفر يوسف بن الملك المنصور علي بن رسول الغساني وقتله سنة 678هـ الموافق 1279م، واحتل الشحر مرة أخرى وعلى الأخص ساحل الشحر، وعندما تولّى السلطان عبد الله بن يماني بن عمر بن مسعود بن يماني بن لبيد بن يماني مقاليد الحكم سنة 714هـ الموافق 1314م، أعدّ العدّة لتحرير كامل إقليم حضرموت من الغزاة المحتلّين، فبدأ بتحرير عدّة مناطق من حضرموت، فلما رأت القبائل الأخرى عمل السلطان عبد الله بن يماني تشجّعت وانتفضت، فانقض آل كثير لتحرير بور، وآل جميل استولوا على أنف خطم«المحترقة اليوم»، وقتلوا من بها من الغزاة، ووثب بنو حسن على شبام سنة 734هـ الموافق 1333م، وأزالوا من كان فيها من الغزاة، ثم انفرد آل جميل بولاية شبام سنة 735هـ الموافق 1334م، وفي هذه الفترة تعدّدت سيطرة العديد من القبائل على العديد من المناطق، وتوالت سيطرة القبائل المسلّحة على حضرموت، فكانت السلطة كالكرة في ميدان واسع تقذف مرةً لهذا ومرةً لآخر، وفي هذه الأثناء ظهر العنصر الكثيري، بعد أن سيطر على ظفار، فامتدت أنظاره إلى حضرموت ودخلوا حلبة الصراع، فاصطدموا في أول معركة لهم مع السلطان بن يماني وقبائله من عصبة بني ظنّة في موقع يقال له برمان سنة 817هـ الموافق 1414م، وكانت الغلبة هذه المرة لأل كثير، وتوالت هذه الصراعات في حضرموت إلى أن برز السلطان بدر بن عبد الله الكثيري«أبو طويرق» وأحتل معظم حضرموت، وغزا ساحل الشحر وكانت بيد الطاهريين فانتزعها منهم، ثم انتزعها من الكثيري آل إقبال في عهدهم الثالث وانتهى حال الشحر باحتلال الغزاة اليمنيين مرةً أخرى لها، فتجد في هذه الحقبة من الزمن، أن حضرموت مرّت بحروب أهلية طاحنة، سفكت فيها الدماء ونهبت الأموال، ولم يكن بها سلطة قوية تقوم على مصالح الناس، بل كانت تحت رحمة المغامرين من رجال السلاح الذين يعتمدون في مغامراتهم مرةً على أنفسهم ومرةً أخرى على الطامعين من خارج حدود حضرموت، ويرى المؤرّخ سقّاف بن علي الكاف، أن هذه الفترة هي من أسوأ الأزمان ، وإن كنّا نخالفه هذا الرأي على مطلقه، ولكن كانت هذه الحقبة الزمنية التي مرّت بها حضرموت لا تختلف كثيراً عن غيرها من الحقب الزمنية السابقة واللاحقة، من حيث عدم وجود الأمن والأمان وعدم الإستقرار السياسي بحضرموت. ثم مرّت فترة وجيزة تم توحيد حضرموت فيها تحت سلطة واحدة، هي سلطة السلطان بدر بن عبد الله بن علي الكثيري المعروف بأبي طويرق، وفي أثناء حكمه هاجم الغزاة البرتغال سواحل حضرموت، ودارت بينهم وبين قواته معركة حامية الوطيس ، إندّحر على أثرها الغزاة البرتغال بعد أن أعلن الجهاد ضدهم بتعبئة أبناء وطنه مابين سنة 929هـ/1523م وسنة 942هـ/1535م، وكان الغزاة البرتغال قد اجتاحوا مدينة الشحر وقتلوا عدداً من أعيانها وعلمائها، ووقع في يد السلطان بدر أبي طويرق عدد من الأسرى البرتغال، فأرسلهم إلى السلطنة العثمانية في إستانبول، التي كان السلطان الكثيري يعلن ولاءه الإسمي لها، ولكن الأمر لم يستتب لهذا السلطان طويلاً، إذ أعلن الشيخ عثمان بن أحمد العمودي زعيم أسرة آل العمودي التمرد وأستولى على عدة مناطق، وكانت عاصمة حكمه «بضة» بوادي دوعن، وأستند إلى حكم الأئمة الزيديين في اليمن، بعد أن صدر لبدر أبي طويرق فرمان «مرسوم» من السلطنة العثمانية بجعله والياً على حضرموت، كما أعلن علي بن عمر بن جعفر الكثيري تمرّده في مدينة شبام، وقد أستعان الجميع في هذه الفترة الزمنية بجنود من منطقة يافع لتنظيم جيوشهم المتحاربة، وبهذا عادت حضرموت مرةً أخرى إلى تمزّقها، واشتعلت نيران الفتنة بين أبنائها، فقويت شوكة آل يافع بحضرموت، والذين يعرفون عند الحضارم بالعسكر، فتأسّست منهم بعد ذلك دولة جديدة حينها عرفت بالسلطنة القعيطية، ولم تسلم حضرموت في هذه الحقبة الزمنية من الاعتداءات الخارجية، فقد تعرّضت لعدّة غزوات من أئمة اليمن الزيديين، وتعرّضت لغزوات عدّة من قبائل نجد الوهابية سنة 1224هـ الموافق 1809م، وهم الذين يطلق عليهم الحضارم آل بن قمله ، وبقي الحال على هذا المنوال حتى دخلت حضرموت تحت النفوذ المباشر للإستعمار البريطاني بمعاهدات الصداقة عام 1882م ثم معاهدات الحماية عام 1888م ثم معاهدات الاستشارة عام 1937م.

## قائمة السلاطين
| #  | اسم السلطان               | بداية الحكم   | نهاية الحكم   | الوفاة      | ملاحظة                         |
| -- | ------------------------- | ------------- | ------------- | ----------- | ------------------------------ |
| 1  | مسعود بن يماني بن لبيد    | 621هـ / 1224م | 648هـ / 1250م | 648هـ/1250م | دفن بمقبرة تريم                |
| 2  | عمر بن مسعود بن يماني     | 648هـ / 1250م | 675هـ / 1276م | 675هـ/1276م |                                |
| 3  | يماني بن عمر بن مسعود     | 675هـ / 1276م | 714هـ/ 1314م  | 714هـ/1314م |                                |
| 4  | عبد الله بن يماني بن عمر  | 714هـ / 1314م | 745هـ / 1344م | 745هـ/1344م |                                |
| 5  | أحمد بن يماني بن عمر      | 745هـ / 1344م | 757هـ / 1356م |             | الاعتزال لأبنه محمد عام 757هـ  |
| 6  | محمد بن أحمد بن يماني     | 757هـ / 1356م | 770هـ / 1368م | 770هـ/1368م |                                |
| 7  | راصع بن دويس بن أحمد      | 770هـ / 1368م | 813هـ / 1410م | 813هـ/1410م |                                |
| 8  | دويس بن راصع بن دويس      | 813هـ / 1410م | 844هـ / 1440م | 844هـ/1440م | قُتل                            |
| 9  | سلطان بن دويس بن راصع     | 844هـ / 1440م | 872هـ / 1467م | 872هـ/1467م |                                |
| 10 | أحمد بن سلطان بن دويس     | 872هـ / 1467م | 889هـ / 1484م |             | الإسقاط بدخول عبد الله بن راصع |
| 11 | عبد الله بن راصع بن يماني | 889هـ / 1484م | 912هـ / 1506م | 912هـ/1506م | قُتل                            |
| 12 | محمد بن أحمد بن سلطان     | 912هـ / 1506م | 926هـ / 1519م |             | الإسقاط على يد سلطان آل كثير   |

## آل تميم
آل تميم بحضرموت قبيلة عظيمة من بني ظنَّة من نهد قضاعة، وقفت مع حكّام السلطنة القعيطية كثيراً في مواجهة القبائل المعادية لها كآل كثير، والحموم، وسيبان.وتسكن بين بلدة «عِينات» بكسر أولها شرقاً وآل كثير غرباً، ونجد العوامر شمالاً والغرف جنوباً، وهي غير القبيلة النجدية المعروفة في التاريخ الإسلامي.
أما في بلاد حضـرموت، فقد أقام آل تميم – بني ظنّة دولتهم التي عرفت بـ (دولة آل يماني) على رقعة واسعة إمتدت من منطقة شبوة غرباً حتى منطقة ظفار شرقاً لمدة تزيد عن ثلاثة قرون من الزمن، غير أن دائرة الصـراع القبلي في حضـرموت أدّت إلى تقلّص رقعة دولة بن يماني التميمية إلى المنطقة المسمّاة اليوم بـ (المنطقة التميمية) وهي المنطقة المّمتدة من قرية (الغرف) غرباً حتى قرية (سنا) شرقاً وظلّت هذه المنطقة خاضعة لحكم (المُقدّم بن يماني) ساكن قرية (قسم) خلال فترة الإستعمار البريطاني لجنوب الجزيرة العربية (1838 - 1967)، وقد تحالف آل تميم وبني ظنَّة مع يافع حضـرموت وخاصةً السلطان القعيطي ضد عدوهم التقليدي سلاطين آل بن عبد الله الكثيري وحلفائهم من الشنافر (آل كثير، والعوامر، وآل باجري، وآل جابر)، وقد استطاع آل تميم ويافع أن يقلّصوا مساحة السلطنة الكثيرية إلى رقعة أرض تمتد من مدينة سيئون حتى مدينة تريم بحسب المعاهدات التي أبرمت بين الطرفين بإشراف بريطانيا والمعروفة بإتفاقيات «صلح المسنّدة». وبعد مجيء هارولد إنجرامز المستشار البريطاني المعتمد في محمية عدن الشرقية (حضـرموت والمهرة وبلاد الواحدي) سعى سعياً دؤوباً من أجل إستتباب الأمن بالمنطقة الشرقية فعقد صلح عام بين القبائل المتصارعة سنة 1937 لمدة ثلاث سنوات، ثم تمّ تجديده سنة 1940 ولمدة عشـر سنوات، وبذلك هدأت الأوضاع وأتجه الناس إلى الإستقرار، غير أن المجاعة وقلّة فرص العمل وصعوبة الحياة المعيشية في حضـرموت حينها، دفعت الناس إلى الهجرة والاغتراب، فكان آل تميم من ضمن هؤلاء الناس الذي هاجروا من أجل لقمة العيش الكريم، فهاجروا إلى الهند ثم إلى جزر الهند الشـرقية (ماليزيا وسنغافورا وإندونيسيا) ثم إلى شرق أفريقيا (الصومال وكينيا وتنزانيا وأوغندا وجزر القمر...) ومازالت حتى اليوم منهم جالية ليست بقليلة العدد هناك.

## الصراع القبلي بحضرموت
في أواخر القرن السادس الهجري كانت حضرموت تموج بالأطماع السياسية، والفوضى ضاربة أطنابها في طول البلاد وعرضها بين القوى المحلية والأجنبية على حد سواء، فشق آل كثير طريقهم في هذه العاصفة، وكونوا لأنفسهم كياناً قوياً، بعد جهد جهيد وصولات وجولات، حتى ولدت دولة قوية في أواخر القرن الثامن الهجري سيطرت على حضرموت، وكان من أعظم سلاطينهم السلطان بدر بوطويرق (927هـ_1520م/976هـ- 1568م) وفي عام 1117هـ- 1705م) استولى بدر بن محمد المردوف على سائر حضرموت بالقبائل اليافعية، الذين دخلوا المسرح السياسي من أوسع أبوابه، واستولوا على المدن والقرى، واقتسموها فيما بينهم ، وأصبحت حضرموت تحت رحمة العشائر اليافعية التي كونت لها إمارات ودويلات في ساحل حضرموت وواديها، إلى جانب سلطات بعض القبائل الكبيرة كتميم ونهد والسلطة الروحية للحوط العلوية كعينات، وكانت السلطة في شرق حضرموت موزعة بين آل تميم ممثلة في مقدمها بن يماني في منطقة قسم، وبين المناصب آل الشيخ بن ابوبكر بن سالم في عينات والمناهيل.وفي سنة (1263هـ- 1847م) زالت دولة يافع من تريم، ودخلها آل كثير مؤسسين بها دولتهم الثانية التي استمرت حتى الاستقلال في (30نوفمبر 1967م -1387هـ), وبقيت المنطقة الشرقية في حالة من الفوضى، ودخول آل كثير في الصراع، بعد أن طهر آل كثير تريم من الفلول اليافعية الحاكمة اتجهوا إلى تصفية العناصر المضادة لهم في المنطقة والمتمثلة هنا في آل تميم ساكني المنطقة المحيطة بتريم وخاصة في الغرف وباعلال والسويري والمسيلة وكانوا هولاء طرفا في الاتفاق العسكري السري مع ابن غرامة اليافعي حاكم تريم في وجه النفوذ الكثيري وكان على آل كثير بعد أن تخلصوا من غرامه مواجهة الفخائذ التميمية هذه واتجهوا نحوهم وجرت مواجهات شرسة وتنادى ال تميم بالثبات وأرسلوا رسلهم إلى قومهم ما بين دمون وسناء وفيها يقول المعلم:
على أبوهم بن يماني عوروا * * ظلا المصيح في سناء مبياته
وهزمت القوات الكثيرية شر هزيمة ومع ذلك ظل آل كثير مسيطرين على المسرح العسكري في تريم ونواحيها وظلوا يتحرشون بال تميم وحلفاؤهم من يافع فيقتلون ويقتلون.
برز له الظـني وجملة يافع * * ماحد فزع منه ومن سرحاته
وبقي الموقف متوترا بين الطرفين تارة بتارة.... ومن هذه الوقعات:

### موقعة كودة آل عوض بن عبد الله
في ليلة الاثنين أول رجب 1269هـ اجمع بعض قبائل من ال كثير وبعض العبيد على الهجوم على كودة آل عوض بن عبد الله فساروا من غير زانة ولا عدة ولا حديد ليلا ووصلوا بعد الفجر وكان معهم (محمد بن عزان بن عبدات)و (ربيع بن جخير)والأمير (عبد الله بن صالح)والأمير (علي بن جعفر)من آل كثير في أكثر من200رجل...فقال مقادمة العبيد وكبارهم: الآن طلع الفجر والأولى أن نغير (غارة) على نخيل آل تميم مثل القوز وغيرها ونعود..فعيرهم ربيع بن جخير ووصفهم بالجبن فحملهم هذا على الهجوم واستعدوا وإنما اختار العبيد الغارة لان الفجر كاد أن يفضحهم وضرب العبيد طبل العبيد وما وصلوا الكودة إلا وقد استعد لهم آل تميم ومن معهم من يافع من آل الضباعي وغيرهم وحاصروا الذين تقدموا من آل كثير وقد كان آل تميم ويافع من الأعلى فاستولوا عليهم وقد كان دخول مقدمة آل كثير إلى ذلك المحل فعلا مجردا عن الروية وبعيدا من التفكير العسكري فقتل في الحال منهم ثمانية عبيد وخمسة أحرار وفشت فيهم الجراح وعادوا بأسوأ حالة فقد أصلتهم يافع وآل تميم نارا حامية من أفواه بنادقهم وجاء المدد فوق ذلك لهم من آل سلمه فلاقوا من لم يدخل الكودة من آل كثير وما ان ارتفعت الشمس إلا وال كثير في موقف لا يحسدون عليه وخافوا ان هم تأخروا بنظام أو هربوا معا ان يقعوا في شر مما هم فيه فتفرقوا شذر مذر. وقد كان آل كثير قبل الهجوم على الكودة قاموا بحركة التفاف حولها واحتلوا كوت النقر وكوت الحيد والغار الذي يجتمع به آل تميم للمشاورة في شؤونهم القبلية وكانت هذه الحركة لقطع العون المحتمل وصوله من المقدم بن يماني من قسم أو أية نجدة أخرى من حوالي الكودة، وكان من قتلى وجرحى المعركة من تميم ويافع:
- عوض بن سالم بن عوض بن عبد الله بن مرساف التميمي ابن مقدم آل مرساف أصحاب الكودة (قتل)
- صلاح بن ناصر بن سالم البعسي اليافعي (قتل)
- شايف بن سالم البعسي اليافعي –عم صلاح بن ناصر –(قتل)
- ناصر بن محمد السماحي الظني الملقب حمتوش وتوفي بعد شهر من الحادثة متأثرا بجراحه
- محمد بن منصر الشرفي اليافعي الملقب بالأغبر وقد جرح في الموقعة
- ناجي بن عبد الله الحميقاني الملقب الأرضي (جرح)
- بوبك بن عبد الله الكلدي اليافعي الملقب المساوي (جرح) وهو الذي قتل المقدم سالمين بن عايض بن طالب الكثيري وقد دفن في الكودة مع آخرين.

فقد هرب آل كثير ولم يأخذوا حتى قتلاهم الذين بلغوا عشرين قتيل، وفي هذه المعركة تمكن آل كثير من اسر ستة عشر رجلا من تميم ويافع ولم يكونوا في المعركة وإنما اسروا من تريم وتاربة وعلى الطرق لم يكونوا على علم بالموقعة اخذوا إلى حصن الفلس بسيؤن.أن اشتراك يافع في واقعة الكودة يعود إلى إستراتجية هامة يعمل على دربها آل تميم ويافع منذ زمن بعيد فمنذ البداية ظلت علاقة آل تميم بيافع أمتن من علاقة ال تميم بال كثير والسبب في هذا هو ا ن ال تميم يعتقدون ا ن آل كثير مغتصبين للملك من آل تميم من حوالي عام 781هـ من آل يماني بالراصع عمود السلطنة التميمية بحضرموت، وكذلك كان يافع في حالة حرب مع آل كثير بعد الهجمات الكثيرية على الإمارات اليافعية على طول وادي وساحل حضرموت.
والشيء الآخر أن آل تميم يرون في تحالفهم مع يافع إضعافا تدريجيا للدولة الكثيرية الناشئة والتالي تقليص رقعتها إلى مساحة ضيقة جدا إذا لم تتيسر لهم إبادتها وبالفعل فقد تمكن ال تميم ويافع من حصر النفوذ الكثيري عبر السنين في منطقة ضيقة من تريم إلى شبام فقط وعلى ضوء هذه السياسة العامة تبادل يافع وال تميم المعونات العسكرية في الرجال والعتاد سنين عديدة ولقد امتد هذا التعاون بين الطرفين المتحالفين إلى يومنا هذا. ولقد دأب المعلم عبد الحق في أشعاره مذكرا ال تميم في الحفاظ على علاقتهم مع يافع ومهيبا بهم ان تكون يدهم واحدة على الخصم الكثيري وان يتناسوا الخلافات التي بينهم وبين يافع أو على الاقل يؤجلوا النظر فيها.
ومازالت المناوشات بين ال تميم ومن لف لفهم من جهة وال كثير بالحال التي وصفنا حتى سنة 1274هـ حيث تم الصلح بين المقدم احمد بن عبد الله بن يماني والسلطان غالب بن محسن لمدة سبع سنين وقد كان السلطان غالب بن محسن قدم من الهند إلى تاربه في غرة جمادى الثانية سنة 1272 هـ وبقيت تلك الفتنة إلى سنة 1274 هـ حيث انعقد الصلح لمدة سبع سنين ، على شروط ، منها أن يدفع السلطان غالب عشرة آلآف ريال فرانصه غرامة الحرب للمقدم أحمد بن عبد الله بن يماني التميمي مقدم آل تميم ، وجددت بينهم يومئذ الحدود ، ومن ذلك اليوم تحرر آل تميم وامتد سلطانهم من شرقي تريم إلى ما وراء قبر نبي الله هود عليه السلام، وكان لحروب المسندة أثر بالغ على بنوتميم حيث زادتهم مراساً في الحرب والضرب ونجذهم عليها اختلاطهم فيها يافع ، حيث لبس التميميون جلود النمور وعادوا أبطالاً لا يهابون الموت ولا تتخاذل أرجلهم عند الصوت وصار أكثر أهل تريم تحت رحمة آل تميم لأن أكثر أموالهم تحت سيطرتهم وكانوا يأخذون منها الشئ الكثير حتى تواضعوا على الخمس وكتبت بينهم الوثائق على ذلك ، ولما انبسط نفوذ الدولة الكثيرية بواسطة الإنجليز منعوا آل تميم من ذلك الرسم.